# HD159286
HD159286 — хімічно пекулярна зоря спектрального класу B9, що має видиму зоряну величину в смузі V приблизно  7,7.
Вона  розташована на відстані близько 1249,6 світлових років від Сонця.

## Пекулярний хімічний склад
Зоряна атмосфера HD159286 має підвищений вміст 
Si
.